# Otto von Lossow
Il generale Otto von Lossow (Hof, 15 gennaio 1868 – Monaco di Baviera, 25 novembre 1938) è stato un generale tedesco, ufficiale dell'esercito bavarese e poi dell'esercito tedesco.
Fa parte del triunvirato militare bavarese con Gustav von Kahr e Hans von Seisser.
Condividono con Hitler l'idea del colpo di Stato (il Putsch della Birreria) nel novembre del 1923 ma solo sotto comando del Reichswehr.
Per questo al processo successivo testimonierà contro Hitler definendolo: "Privo di tatto, limitato, noioso, ora brutale, ora sentimentale e comunque individuo spregevole". Terminerà la deposizione richiedendo, inutilmente, la perizia psichiatrica.